# 2020年東京オリンピック・パラリンピックのエンブレム
2020年東京オリンピック・パラリンピックのエンブレム（2020ねんとうきょうオリンピック・パラリンピックのエンブレム）では、東京2020オリンピック・パラリンピック競技大会のエンブレムについて記載する。
白紙撤回と再公募を経て、2016年4月25日、野老朝雄の「組市松紋」に決定。
「みんなの輝き、つなげていこう。 Unity in Diversity」という、大会広報メッセージも5月16日に作成された。

## 白紙撤回騒動まで

### 佐野案
東京大会開催5年前となる2015年7月24日の夜、東京都庁・都民広場にて、公募コンペで選ばれた佐野研二郎（当時43歳）のデザインが発表・公開された。「ディド（Didot）」「ボドニ（Bodoni）」の2つの書体をヒントに「T」「＝」をモチーフにして、多様性（黒）と心臓の鼓動（赤）を表現したデザイン。
しかし、ベルギーのリエージュ劇場のロゴと類似していたことによる使用差し止め訴訟がおこされたことや、展開例写真がインターネット上からの無断転用だったこともあり、同9月1日に白紙撤回となった。佐野が、繰り返される批判やバッシングから家族やスタッフを守る為にも「原作者としての立場で取り下げたい」と要請（模倣や盗作は終始否定）し、これを受けた形だった。
公募は前年の2014年秋で、過去の受賞歴による厳しい参加条件があった。国内100・海外4の計104応募作品（うち8人には招待状を事前送付）から選ばれた佐野エンブレムは、当初案が選定後に大会組織委などから「類似する商標を複数確認した」と指摘され、依頼を受けて佐野自身（と当時の組織委・企画財務局クリエイティブディレクター高崎卓馬）が2度修正したものだったという経緯もあった（次点の原研哉 と葛西薫は繰り上げならず）。パラリンピックエンブレムに関しては、2014年12月に「IPCサイドより、アンバランスなデザインへの危惧共有」という事象があったとされるが、単に非対称を指すかは不明（近年の大会では左右対称なのは2018年平昌パラリンピックのみでもある）。

### 再公募へ向けて

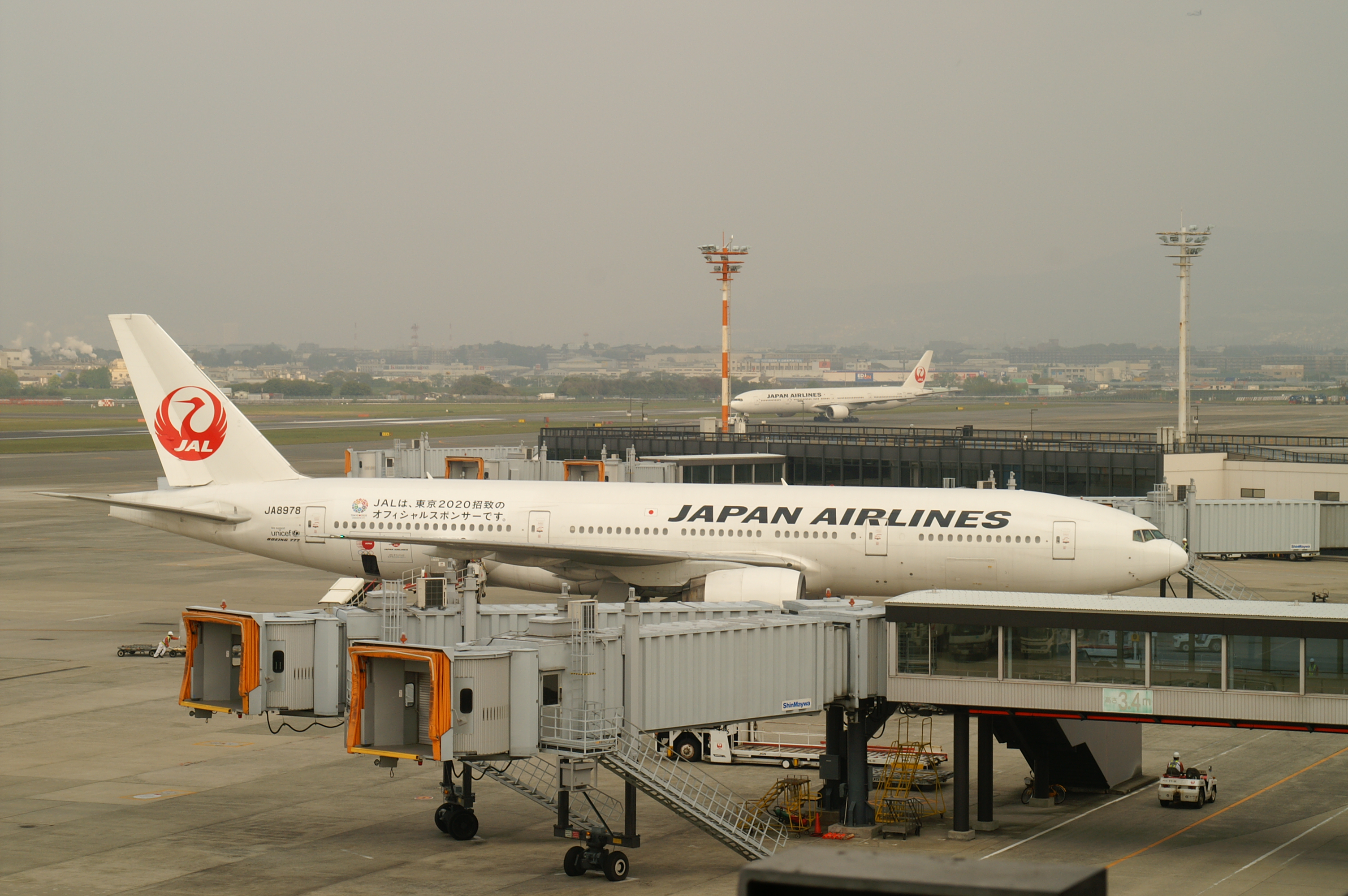
招致エンブレムとJOC第2エンブレムが描かれた日本航空機（2013年4月）

9月1日に即刻、佐野エンブレムの使用は中止となり、大会組織委や東京都などはホームページなどで、招致段階のエンブレム（桜のリースがモチーフ・島峰藍デザイン）で早急に代用する措置をとった。これを本番まで使い続ければという世論も一部出たが、既に広く無料配布されており大会スポンサーにとって営業面でのメリットが少ないなどの見解があった。その、既に契約を済ませた大会スポンサーはテレビCM等において、1993年制定のJOC第2エンブレムと日の丸のJPCエンブレムを表示してすごす例もあった。なお、佐野エンブレムの発表前には、「Tokyo 2020」というシンプルな文字だけのロゴも存在し、10月現在でも使用が見られた。
9月16日、新エンブレム（選定）の委員会を設置するための準備会が、6人の有識者（宮田亮平、杉山愛、但木敬一、夏野剛、マリ・クリスティーヌ、山本浩）により発足。28日には、東京2020エンブレム委員会の構成委員リストと、新エンブレム選考において踏まえるべきポイントについて正式発表された。
16日の準備会記者会見において、「前回エンブレムの選考騒動に関する検証を行わないのか」を複数の記者が質問したが、事務局担当者は検証するかしないかはエンブレム委員会の判断に任せるとし、準備会座長でエンブレム委員の宮田亮平は「（当委員会は）検証が目的ではない」と答えた。これを受け、国立競技場問題のように別の検証委員会を作って検証するつもりはないのかという質問がなされたが、事務局担当者は自分が答えられる範囲にないとして答弁を避けた。
28日の大会組織委による記者会見では、旧エンブレム策定の反省点として「コンセプトの議論不足」「応募者の制限」「審査員選任の閉鎖性」「策定プロセスの不透明性」「大会組織委の情報共有の不足」などが挙げられた。内容的には前回の記者会見で述べられた反省点のほぼ繰り返しで具体的な検証報告はなされなかったが、業務・運営全体を管理・監督すべき立場の事務局の怠慢であるとして、武藤敏郎事務総長の報酬月額の20％×2か月分、2名の副事務総長の報酬月額の10％×1か月分の自主返納と、佐野エンブレム展開例で無断使用された写真を記者会見で公開した責任から電通の槙英俊担当局長を戒告処分したと発表した。
10月29日、外部有識者による調査チームの第1回会合が開かれた。弁護士で元東京地検検事の森本哲也と和田衛、公認会計士の鵜川正樹、新エンブレム選考委員でもある山本浩の計4人で構成。旧エンブレム選考の関係者への聴取を実施した。12月18日発表の報告書によると、一次審査で、公募前に参加を要請していたデザイナーの計8作品のうち2作品の落選回避のため、不正行為（耳打ち・指さし）があったという（その結果2作品とも無事に一次通過）。審査委員代表の永井一正は前述の計8作品を無条件で二次審査に進める意向だったという。なお、佐野エンブレムは、どの審査段階でも最多得票での通過だったため、報告書は問題なかったとしている。
12月21日には組織委の担当者が、旧エンブレムの国内応募者全100人宛に、誤って「BCC」でなく本人以外のアドレスが可視化された「TO」で、メール送信してしまった不祥事があった。
「エンブレム」は、この年の新語・流行語大賞のトップ10に入った。
2016年1月19日、この旧エンブレムに関連した費用は、計1億900万円だったと発表された（全額を組織委が負担）。

### 当初の審査員
| 佐野案新エンブレム最終4作品に比べ、割合で「ワードマーク」が小さくて「シンボル」が大きめ。  |  | 佐野案新エンブレム最終4作品に比べ、割合で「ワードマーク」が小さくて「シンボル」が大きめ。 |
| 佐野案 新エンブレム最終4作品に比べ、割合で「ワードマーク」が小さくて「シンボル」が大きめ。 |  |                                                                                           |

8人（永井・浅葉・平野は「亀倉雄策賞」受賞歴あり）
|            | 生   | 備考                                                                           |
| ---------- | ---- | ------------------------------------------------------------------------------ |
| 永井一正   | 1929 | グラフィックデザイナー（札幌五輪エンブレムのデザイナー）。                     |
| 浅葉克己   | 1940 | グラフィックデザイナー。組織委の文化・教育委員会委員。                         |
| 細谷巖     | 1935 | グラフィックデザイナー、アートディレクター。                                   |
| 平野敬子   | 1959 | グラフィックデザイナー。                                                       |
| 長嶋りかこ | 1980 | グラフィックデザイナー。                                                       |
| 高崎卓馬   | 1969 | 電通所属。組織委・企画財務局クリエイティブディレクターでもあったが、後に退任。 |
| 片山正通   | 1966 | インテリアデザイナー。                                                         |
| 真鍋大度   | 1976 | メディアアーティスト。                                                         |

2014年11月、「組織委の意向に従って公表された場合を除き、審査情報を永久に秘密として保持しなければならない」といった主旨の秘密保持誓約書について、組織委の担当者から各審査員へ通達があったという。少なくとも平野敬子は、数日後の審査初日の朝、他の審査員に意思を伝えた上で組織委に交渉し、サインせずそのまま審査員を務めることになった。なお、東京2020エンブレム委員会でも同様に、討議内容等を一切外部に漏らしてはならない旨の約束書へのサインが最初に求められたという。

## 再公募

### 応募要領
再公募の実施が決まり、同10月6日のエンブレム委員会（第2回）にて、応募要項の骨子（「描画ソフトでの作成」「Webでの提出」の想定）がまとまった。10月16日の委員会（第3回）で正式決定、応募要項が発表された。
- 応募期間は11月24日正午[67] - 12月7日正午。2016年春のエンブレム決定を目指す[68]。
- 対象は18歳以上の日本国籍か日本在住の外国籍の人とし、前回より門戸が大幅に広がった。
- また、グループ（10人以内）での応募の場合は、代表者のみが条件を満たせばよく、子どもや外国人の参加も可能とした。
- 「エンブレムデザイン案（オリンピック・パラリンピック）」と共に、「デザイン展開案」の提示も必須とした。
- 応募の指針（7つ）10月6日[66][69][注 5]
  - 「スポーツの力」
  - 「日本らしさ・東京らしさ」
  - 「世界の平和」
  - 「自己ベスト・一生懸命」
  - 「一体感・インクルージョン」
  - 「革新性と未来志向」
  - 「復興・立ち上がる力」
- 審査にあたり考慮する項目（計6）10月16日
  - 多くの人に共感してもらえること（共感性）
  - 東京2020大会の象徴となること（象徴性）
  - オリジナリティにあふれ、個性的であること（独創性）
  - デザインとして優れていること（審美性）
  - ライセンス商品や大会装飾など、さまざまな媒体で展開可能であること（展開性）
  - カラーだけでなく、モノクロや拡大・縮小で再現してもデザインイメージの変化が少ないこと（再現性）

応募の際には「20字以内のタイトル」「200字以内のコンセプト」の提出も義務化（最終候補の4人からはオリジナルであるという誓約とデッサンなど制作過程の情報も）。万一のちに類似既存作品が出た場合の、証明手段とした。
なお、10月5日 - 10月15日には、大会組織委によってYahoo!ニュース意識調査が実施された。「多くの人に共感してもらえること」45.0%	「東京2020大会のシンボルになること」31.3%「オリジナリティにあふれ、個性的であること」12.3%「デザインとして優れていること」8.2%「その他」3.2%の、計5の選択肢。
手描き作品は不可だったため、パソコンを使用できない応募希望者を支援する自治体（例：埼玉県鶴ヶ島市）や、ボランティアの動きなどもあった。また、委員会側は、「応募問い合わせ窓口」の専用電話も設置した。
2015年12月には、米国のグラフィックデザイン業界団体・AIGAが、この再公募を批判する書簡をWebサイトで公表した。一般からの募集について「一般人とプロのデザイナーを同列に扱っている」とした。

### 東京2020エンブレム委員会
宮田・杉山・田口の3名は後に、大会組織委にてブランドアドバイザリーグループの一員としての活動を、続ける運びとなった。
21人 ← 19人（2015年9月28日発足）
- ▼ = 「デザインのチェック」参加予定メンバー（第6回時点）[81]
- 審 = 1次審査の審査員メンバー
- ★ = 9月16日に発足した「準備会」計6人のメンバー（座長は宮田）でもあった[70][71]。
- ※ = 計2人の、第3回からの追加メンバー（両者も会員であるJAGDA 日本グラフィックデザイナー協会の推薦による）[15][82]。
- 最左列のソートボタンで元の順序に戻る。

|                      |   |    |   | 役職                                                                             |
| -------------------- | - | -- | - | -------------------------------------------------------------------------------- |
| 宮田亮平             |   |    | ★ | 元東京藝術大学学長、大会組織委の文化・教育委員会委員長、金属工芸家 【委員長】    |
| 今中博之             | ▼ |    |   | 社会福祉法人素王会理事長                                                         |
| 榎本了壱             | ▼ | 審 |   | クリエイティブディレクター／京都造形芸術大学客員教授                             |
| 王貞治               |   |    |   | 福岡ソフトバンクホークス（株）取締役会長／一般財団法人世界少年野球推進財団理事長 |
| 勝井三雄             | ▼ | 審 | ※ | グラフィックデザイナー                                                           |
| 柏木博               | ▼ | 審 |   | 武蔵野美術大学教授／デザイン評論家                                               |
| 志賀俊之             |   |    |   | 日産自動車（株）取締役副会長                                                     |
| 杉山愛               |   |    | ★ | スポーツコメンテーター／元プロテニス選手                                         |
| 田口亜希             | ▼ |    |   | パラリンピック射撃日本代表／一般社団法人パラリンピアンズ協会理事                 |
| 但木敬一             | ▼ |    | ★ | 弁護士／元検事総長                                                               |
| 田中里沙             | ▼ |    |   | 「宣伝会議」取締役副社長兼編集室長                                               |
| 中西元男             | ▼ | 審 | ※ | デザインコンサルタント／PAOSグループ（東京・上海）代表                           |
| 夏野剛               | ▼ | 審 | ★ | 慶應義塾大学大学院 政策・メディア研究科 特別招聘教授                             |
| 西崎芽衣             |   |    |   | 一般社団法人ならはみらい事務局（立命館大学休学中）                               |
| 長谷川祐子           | ▼ |    |   | 東京都現代美術館チーフキュレーター／多摩美術大学教授                             |
| 林いづみ             |   |    |   | 桜坂法律事務所弁護士                                                             |
| フミ・ササダ         | ▼ | 審 |   | （株）ブラビス・インターナショナル 代表取締役社長                                |
| 松井冬子             | ▼ |    |   | 日本画家                                                                         |
| 松下計               | ▼ | 審 |   | 東京藝術大学教授                                                                 |
| マリ・クリスティーヌ |   |    | ★ | 異文化コミュニケーター                                                           |
| 山本浩               |   |    | ★ | 法政大学スポーツ健康学部教授／元NHKアナウンサー                                  |

審査員 20人（JAGDA 日本グラフィックデザイナー協会所属）
- 青木克憲
- 天野幾雄
- 岩上孝二
- カイシトモヤ
- 鎌田順也

- 河北秀也
- 工藤強勝
- 左合ひとみ
- 高橋善丸
- 寺島賢幸

- 中島祥文
- はせがわさとし
- 増永明子
- 宮田裕美詠
- 森重正治

- 山形季央
- 加藤芳夫
- 田川雅一
- 宮崎桂
- 金田享子

一員だった今中博之によると、東京圏の審査員は無償での参加（交通費も無し）だったという。
2017年には、宮田、杉山、田口、夏野は東京2020大会マスコット選考検討会議のメンバーにもなった。

### 選考過程
応募総数は14,599件（作品）だった。グループ代表者の最高齢は107歳。
まず、事務局の職員総勢110名で、「基本的な項目を満たしているか」「法的な観点」を確認し、10,666作品がクリアした。組織委の企画財務局もエンブレムに関わった。
1次審査初日だった12月15日は、審査員（委員会の一部と下記のメンバー）が参加。7人一組で、約10秒ごとに1つずつモニターに映し出される作品をチェックしていった。5人以上が「合格」ボタンを押した作品が通過。4人以下でも審査員が提案すれば再審査の道もあり（5票得られれば敗者復活）、17日までに311作品に絞られた。
2次審査は同21日・22日に、大人数1グループで「デザイン的な視点」によって実施。64作品が通過した。

### 最終候補ABCD
本格審査は2016年1月7日から3日間、全委員の参加で実施された。19作品（3/1/0点評価）、10作品（3/2/1点評価）と絞りこまれ、同9日に計4作品を最終候補として選出した（最後の投票で5 - 8位の4作品は次点候補）。「作品のオリジナリティを損ねるような修正は行わない」という方針に変更はないことを、第9・10回エンブレム委員会で確認した。最終決定までの間は、次点繰り上げの可能性を望む応募者は、自身の作品を公表しないように注意喚起した。
この最終8候補を国内外における商標調査、クリアした作品のみ商標登録をしてから公開するとした。しかし、突破できたのが3作品（採用候補から1つ、次点候補から2つ）のみだったこともあり、「次点未満」だった56作品から1つを委員会の投票による総意で敗者復活として加えた計4作品（ABCD）を、4月8日に公表した（決定前の公開は五輪史上初）。後述のように審査委員会によって決まるものながら、組織委は報道各社に大きさやA - Dの順番（申請時の受付順）などを報道で守るよう要望した。
世間からの意見募集（4月8日 - 4月17日、はがきでの受付も実施）を経て、4月25日 の最終審査にて1作品が決まる予定となった。
- A. 組市松紋
- B. つなぐ輪、広がる和[114]
- C. 超える人[115]
- D. 晴れやかな顔、花咲く[116]

### A. 組市松紋が選ばれる

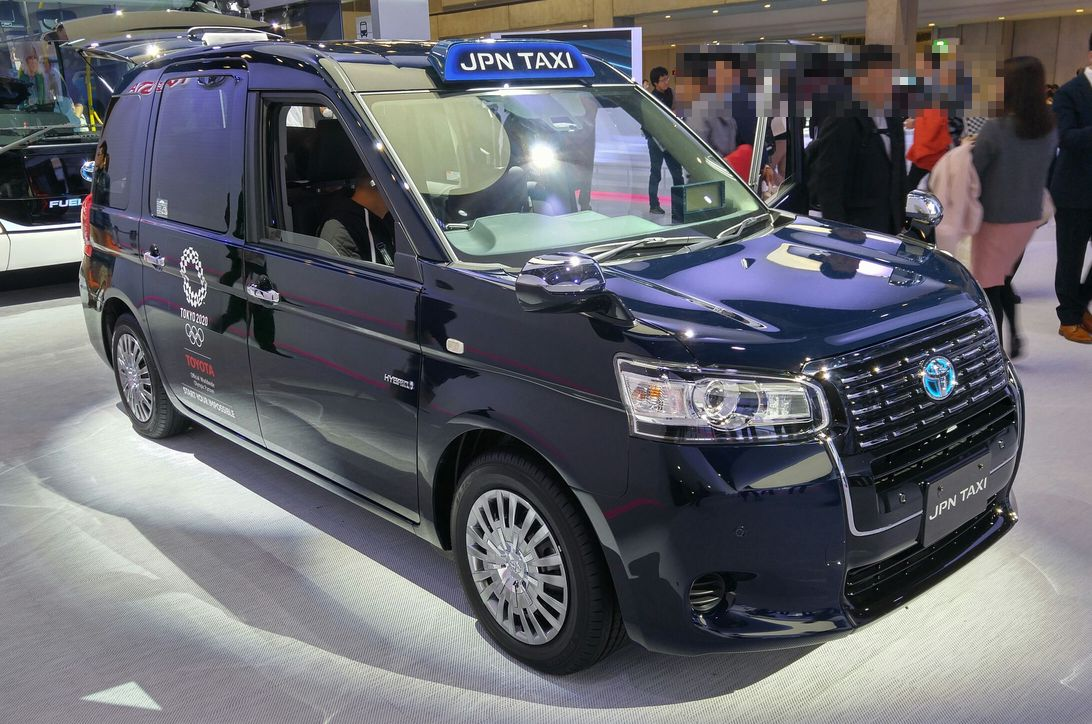
組市松紋のステッカーが貼付されたトヨタ・ジャパンタクシー

予定通り4月25日の第15回エンブレム委員会にて、全21委員（欠席者は事前投票）による1人1票で過半数を得るまで、最下位を除きながら投票を繰り返して実施。1回目の投票で13票を獲得したAに決定した（Bは1、Cは2、Dは5票）。まず各委員が「応援演説」のような意見表明をして休憩後に投票を行い、その結果を組織委理事会 に諮って承認（全会一致で決定された）というスケジュールだった。
その後の15時から、エンブレム発表会を実施。場所は組織委の事務所がある虎ノ門ヒルズの5階・虎ノ門ヒルズフォーラムで、司会進行は小野日子。王委員と宮田委員長が一緒に持ったA2判のパネル を表返し、描かれたAのエンブレムを初披露した。「採用作品賞」都内在住のアーティスト・野老朝雄（当時46歳）が制作者として初めて紹介され、他の3作品「最終候補作品賞」の制作者 も登壇した。賞金100万円と2020年東京大会の開会式招待券（前回の佐野の時も同じ）の目録が、野老へ手渡された。休憩を挟み記者会見も開かれ、写真撮影の際には前回の佐野の時と異なり、組織委担当者から野老へ「ガッツポーズはダメです」と指示があった。
4月27日にはエアウィーヴ社が「東京2020オフィシャル寝具パートナー」となり、その調印式では新エンブレムが描かれたボードが早速登場。翌朝の同社による新聞全面広告にも、新エンブレムが用いられた。
5月19日から20日にかけて、都庁第1本庁舎の外壁に8.5m四方のオリ・パラエンブレム計2枚が設置された。
なお、この年のリオ五輪における、日本選手団も応援するスポンサー企業では、その関係からJOC第2エンブレムを用い続ける例もあった。
5月26日、エンブレムを用いた初の公式商品（アシックス社のTシャツ）が販売開始。6月23日からは組織委のオンラインサイトなどでも扱いが始まった。大会開幕4年前からのグッズ販売は「異例の早さ」（組織委）という。
6月20日、「東京2020大会エンブレムコンセプトムービー」が公開された。

## 組市松紋

### コンセプト
英題は「Harmonized chequered emblem」 としたが、当初は「Formative（形成する）」を考えていたという。
野老は25日の発表会後の記者会見で、色は「みんなで色を付けていくカラーリング」を検討しつつも夏にあわせて少し涼しげなものをと考えて（寒色である）藍色 （C＝100、K＝50、M=86でエンブレムの構成パーツ比2：1：√3を意識した値）に白を選んだこと、形は憲章などに書かれている平等の精神から両方のエンブレムを同じ個数にしたこと、展開としてサッカーボールに貼り付けることも可能である などと語った。
明確な定義ではないが、五輪の方は禅の世界で宇宙全体を示した「円相」、パラリンピックの方は日本になじみの深い「鶴」をイメージしたという。「パラリンピックは正解で、五輪は正解を模索している図」であるとも説明した。3種類の四角形で、国・文化・思想などの違いを示している。

### デザインの構造と展開
野老によると、市松模様のシステムを作るのに10年以上、今回のエンブレムの完成まで2、3か月を要したという。「一つ一つのピースを数えると45枚（9枚の正方形・2種類18枚ずつの長方形）。五輪もパラリンもおんなじピースを組み立てていくというのはずっと考えてきたことです」、「（45枚は）デザインがキレイに収まった偶然の数」、「120度で切ると3つが重なるローテーションシンメトリーであること」などを、野老は語っている。
当初本人はその他の詳しいシステムを明かしていなかったが、決定後、ネット上では幾何学の観点から多様な解析がなされた。この現象について野老は「集合知によるものづくりが、長らく夢だった」とコメントした。「五輪のエンブレムから長方形のパーツごとの大きさや角度を変えず移動させるとパラリンピックのエンブレムが完成すること」、「3種類の四角形は正十二角形 の頂点を結んだものであること」、「パラリンピックの下部中央の15パーツ（3・6・6）を上下反転させたものは、パラリンピックの上部中央と五輪の中央に組み込むことができること」 などがあった。
その後、この3種類の四角形（大が2、中が√3、小が1）は、それぞれ辺の長さが同じである3種類の四角形（9枚の正方形・18枚の60/120度菱形・18枚の30/150度菱形）の中点を結んで内接したものであることが明かされた（中心が同じな相似比1:2 の正十二角形に囲まれた空間に組み込まれている）。
また、オリンピックの方の空白部は、二等辺台形、鋭角二等辺三角形、そして不等辺三角形のどれかになっている。対してパラリンピックの方の空白部は、二等辺台形、鋭角二等辺三角形、そして1直角四角形のどれかになっている。オリ・パラとも、同じサイズで同じ傾きのパーツは各3つずつある。
野老の友人・松川昌平は5月上旬、野老エンブレムを元に四角形の組合せを何億通りもアレンジするプログラム「ランダム・エンブレム・ジェネレーター」を発表した。
エンブレムを発展させたデザインとして、線対称性を持つ「大扇(おおおうぎ)/big fan」と「双極(そうきょく)/bipolar」、回転対称性を持つ「三目結(みつめゆい)/flat trinity knot」「四羽風車(よつはねかざぐるま)/four wings windmill」の公式グッズも発売された。他に2017年7月発売の有田焼絵皿も「結/unite」という回転対称のデザインとなった。
2020年1月6日に発表された大会公式ポスター（全20点）の1つには、野老による「HARMONIZED CHEQUERED EMBLEM STUDY FOR TOKYO 2020 OLYMPIC GAMES ［EVEN EDGED MATTERS COULD FORM HARMONIZED CIRCLE WITH “RULE”］」があり、野老のオリンピックエンブレムの構造（各パーツの傾きの角度など）が明快に可視化されたものとなっている。